# Leonie Raich
Leonie Raich (2 marzo 2005) è una sciatrice alpina austriaca.

## Biografia
Specialista delle prove tecniche attiva dal novembre del 2021, Leonie Raich ha esordito in Coppa Europa il 31 gennaio 2022 a Zell am See in slalom speciale e in Coppa del Mondo il 7 gennaio 2024 a Kranjska Gora nella medesima specialità, in entrambi i casi senza completare la prova; ai Mondiali juniores di Tarvisio 2025 ha vinto la medaglia d'argento nello slalom speciale. Non ha preso parte a rassegne olimpiche o iridate.

## Palmarès

### Mondiali juniores
- 1 medaglia:
  - 1 argento (slalom speciale a Tarvisio 2025)

### Coppa Europa
- Miglior piazzamento in classifica generale: 47ª nel 2025